# Tarumi Railway
Tarumi-Railway Co.,Ltd. (樽見鉄道株式会社, Tarumi Tetsudō Kabushiki-gaisha) est une compagnie de transport de passagers qui exploite une ligne de chemin de fer dans la préfecture de Gifu au Japon. Son siège social se trouve dans la ville de Motosu.

## Histoire
La compagnie a été fondée le 1er février 1984 pour exploiter la ligne Tarumi, abandonnée par les Japanese National Railways.

## Ligne
La compagnie exploite une ligne.
| Ligne        | Nom japonais | Terminus       | Longueur (km) | Gares |
| ------------ | ------------ | -------------- | ------------- | ----- |
| Ligne Tarumi | 樽見線       | Ōgaki - Tarumi | 34,5          | 19    |

## Matériel roulant

images matériel roulant
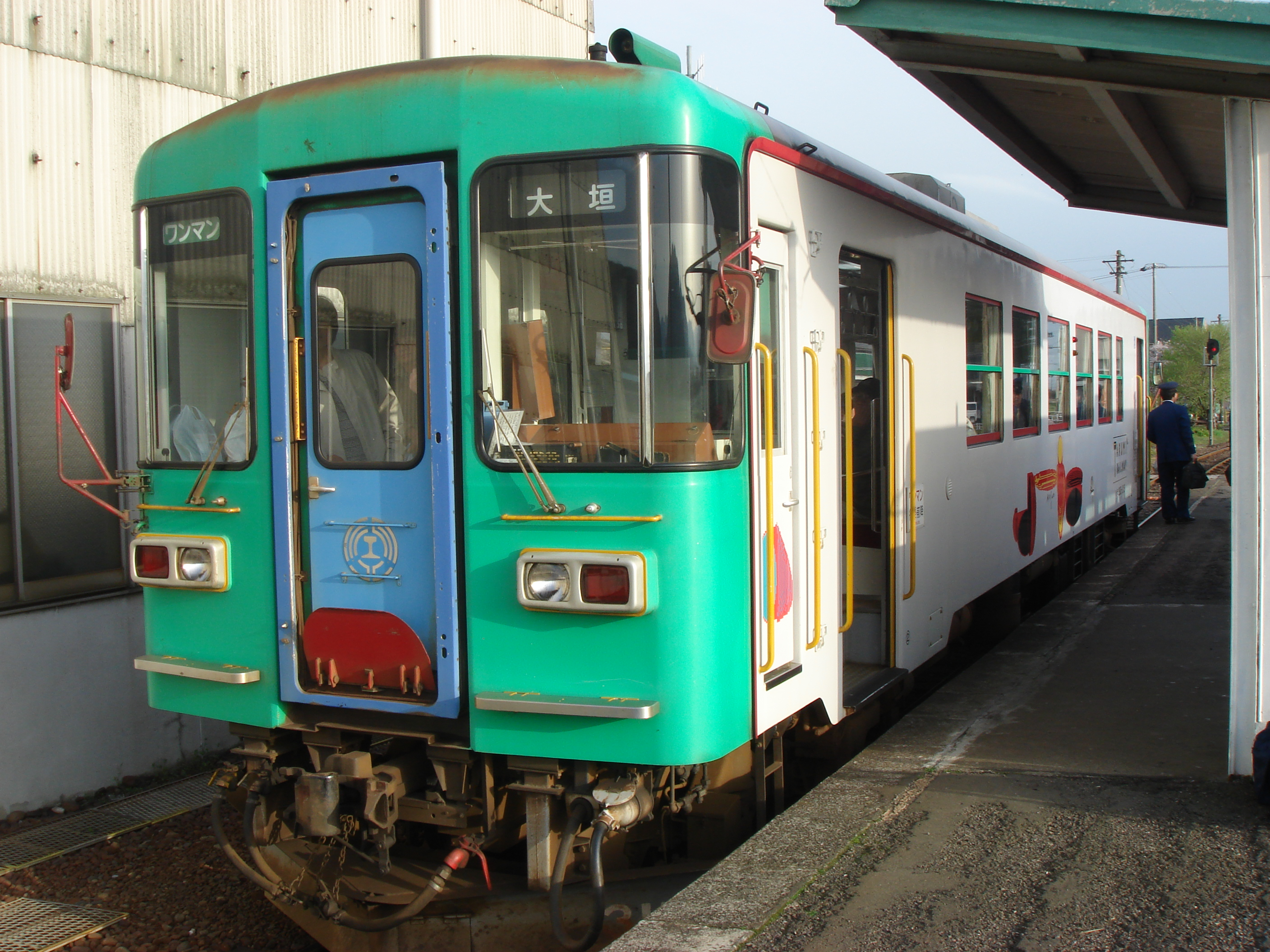
Série Haimo 295-310.
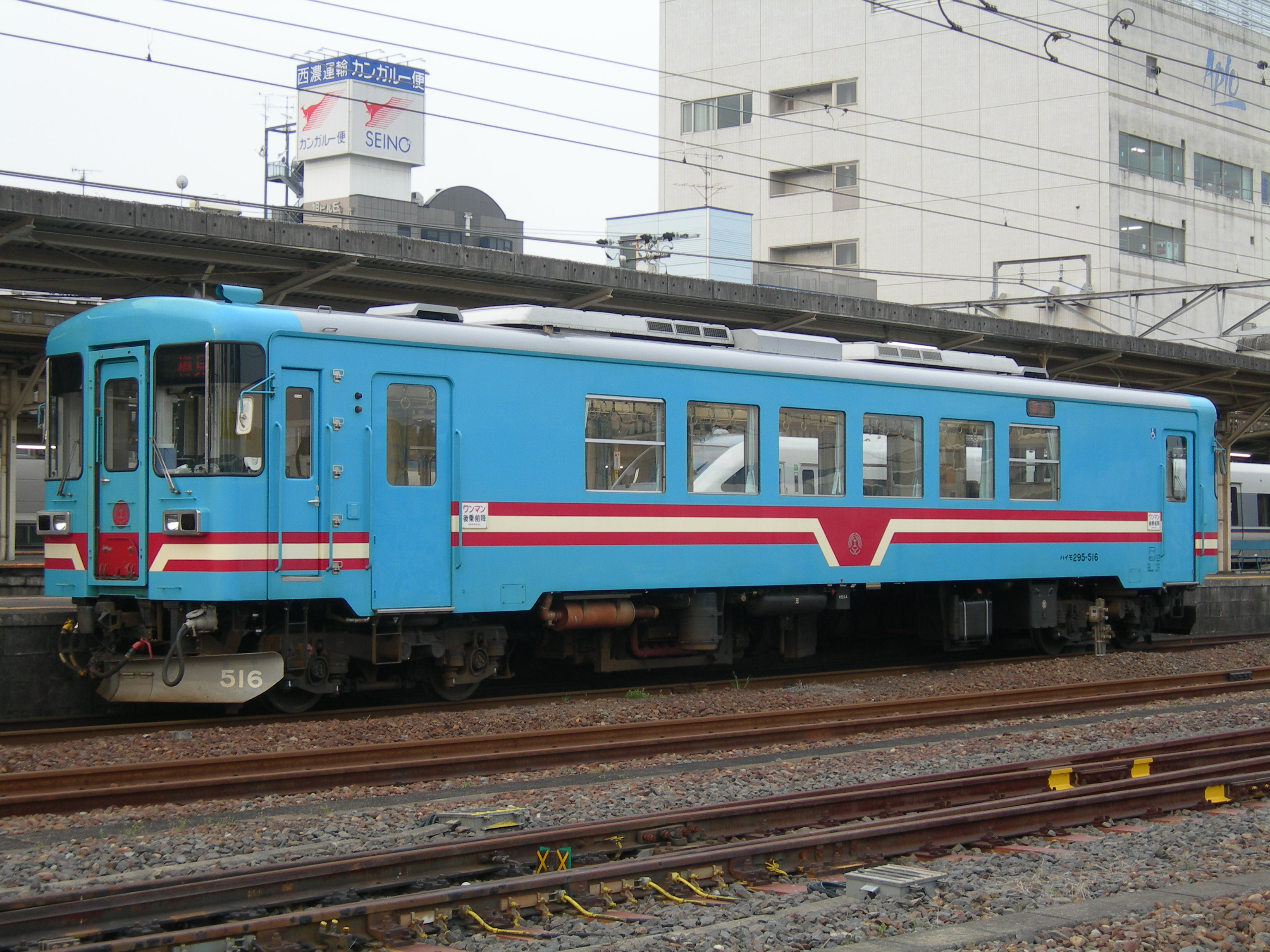
Série Haimo 295-510.
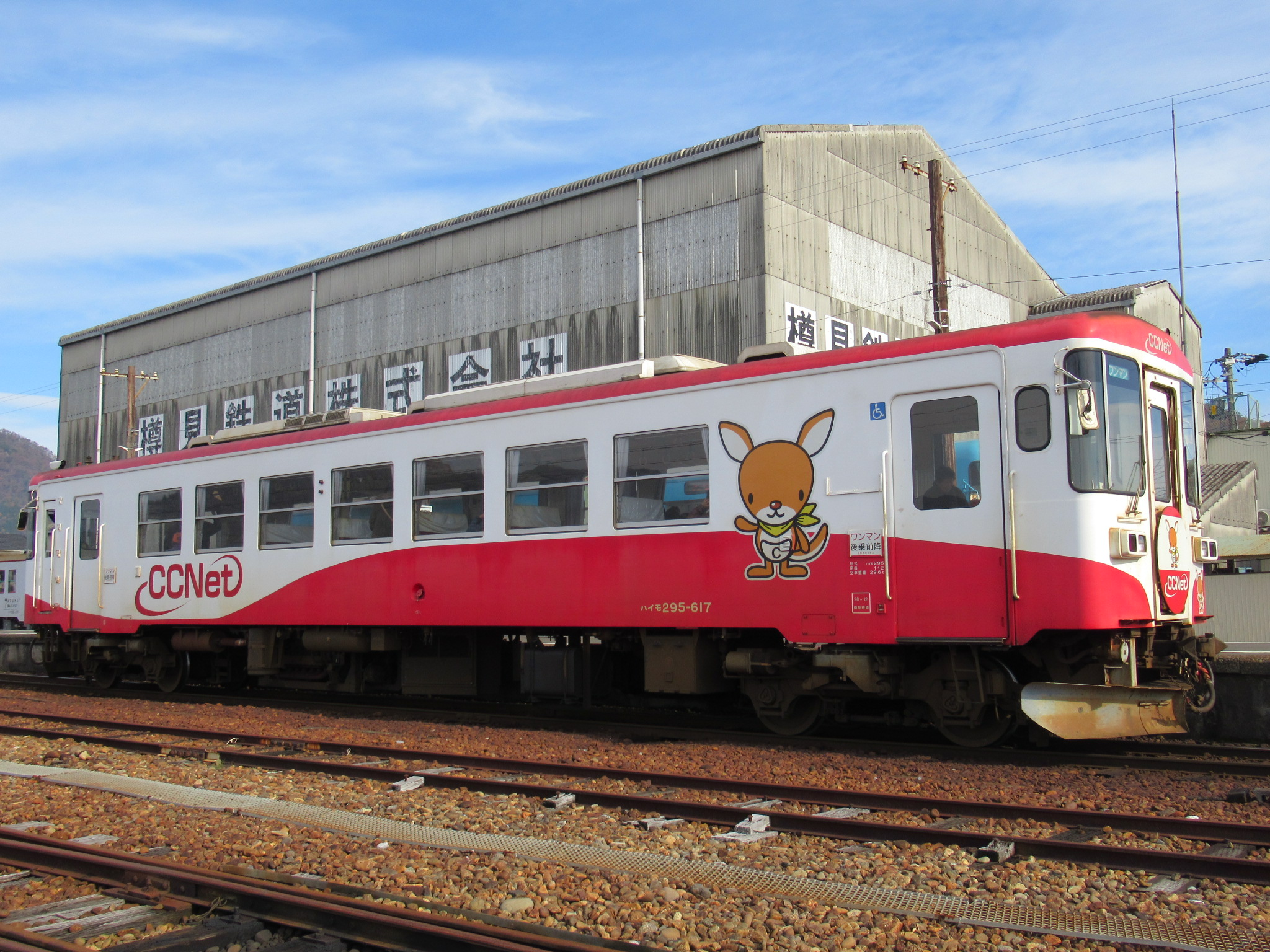
Série Haimo 295-610.
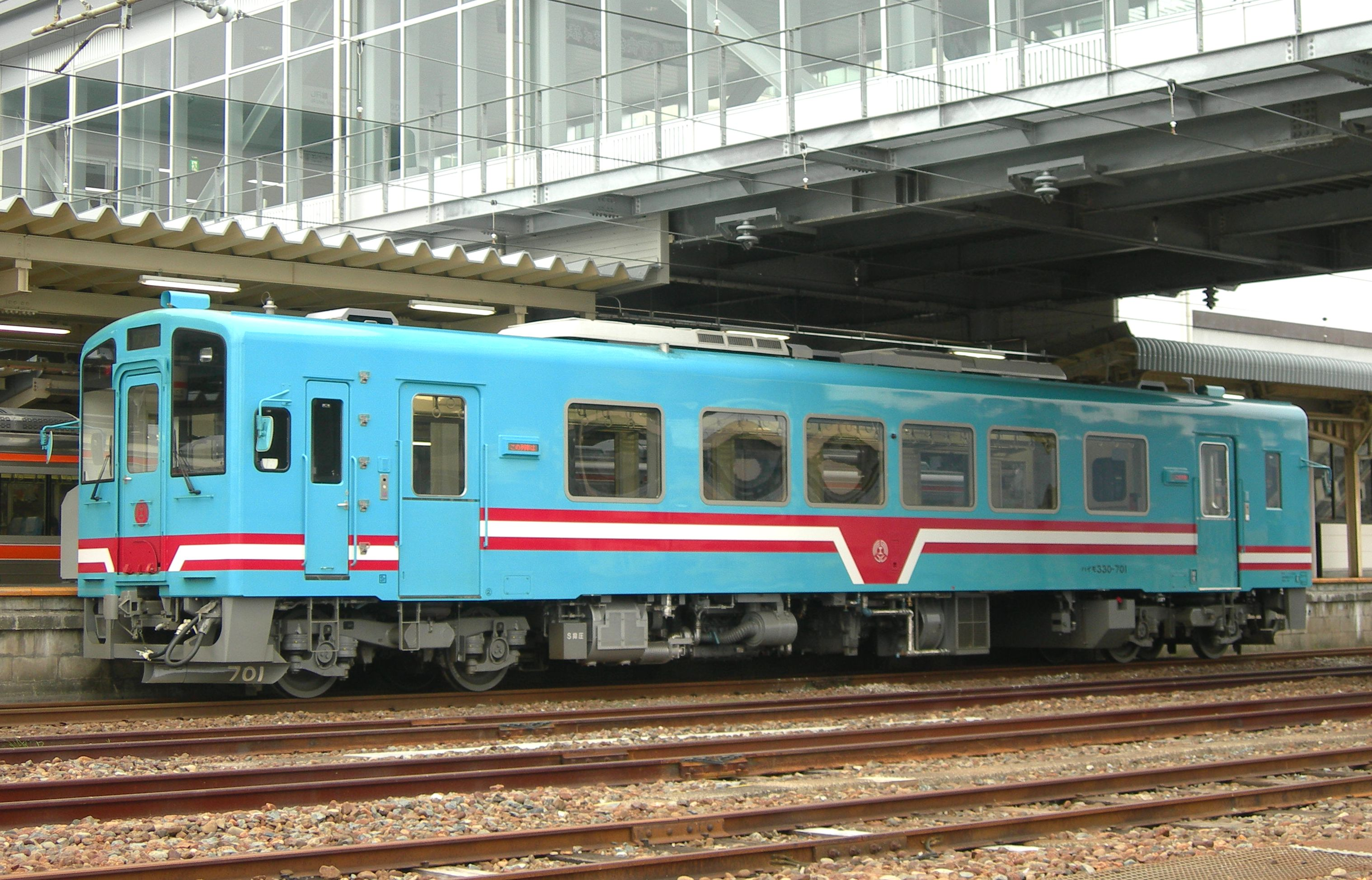
Série Haimo 330-700.